# Albert Bassermann
Albert Bassermann (Mannheim, 7 de septiembre de 1867 – Zúrich, 15 de mayo de 1952) fue un actor alemán.  

## Biografía
Nacido en Mannheim (Alemania), Bassermann inició su carrera interpretativa en 1887 en dicha ciudad. Posteriormente pasó cuatro años en el Hoftheater de Meiningen, trasladándose más adelante a Berlín. Empezó a trabajar en el Deutsches Theater a partir de 1904, y en 1909 actuaba en el Teatro Lessing.  Entre 1909 y 1915, Bassermann actuó bajo la dirección de Max Reinhardt en el Deutsches Theater de Berlín.
Bassermann fue uno de los primeros actores teatrales alemanes que trabajó en el cine. En 1913 hizo el papel principal en el film de Max Mack Der Andere, basado en la obra de Paul Lindau. También actuó con los directores alemanes de cine mudo Richard Oswald, Ernst Lubitsch, Leopold Jessner y Lupu Pick.
En 1933, Bassermann, ante el ascenso de los nazis al poder, abandonó Alemania, viviendo en los Estados Unidos a partir de 1938. Aunque su dominio del inglés era muy limitado, aprendió los textos fonéticamente con la ayuda de su esposa, encontrando trabajo como actor de carácter. Por su actuación como Van Meer en el film de Alfred Hitchcock Foreign Correspondent, Bassermann fue nominado al Oscar al mejor actor de reparto en 1940. En 1946 volvió a Europa, siendo su última interpretación la que llevó a cabo en 1948 en la película Las zapatillas rojas.
Su ilustre carrera fue reconocida con la concesión del Anillo de Iffland por el prominente actor Friedrich Haase.
Albert Bassermann falleció en 1952 en Zúrich, Suiza, a causa de un infarto agudo de miocardio ocurrido mientras viajaba en avión a Zúrich procedente de Nueva York. Fue enterrado en su ciudad natal, Mannheim.

## Filmografía
| Año  | Título                                   | Personaje                    | Observaciones                             |
| ---- | ---------------------------------------- | ---------------------------- | ----------------------------------------- |
| 1913 | Der König                                | Provinzschauspieler          |                                           |
| 1913 | Der Andere                               | Dr. Hallers                  |                                           |
| 1913 | Der Letzte Tag                           | Profesor Osterode            |                                           |
| 1914 | Urteil des Arztes                        | Dr. Erwin Hofmüller          |                                           |
| 1917 | Du sollst keine anderen Götter haben     |                              |                                           |
| 1917 | Der Eiserne Wille                        |                              |                                           |
| 1917 | Herr und Diener                          |                              |                                           |
| 1918 | Dr. Schotte                              |                              |                                           |
| 1918 | Die Brüder von Zaarden                   |                              |                                           |
| 1918 | Vater und Sohn                           |                              |                                           |
| 1918 | Lorenzo Burghardt                        |                              |                                           |
| 1919 | Eine Schwache Stunde                     |                              |                                           |
| 1919 | Der Letzte Zeuge                         |                              |                                           |
| 1919 | Das Werk seines Lebens                   |                              |                                           |
| 1920 | Puppen des Todes                         |                              |                                           |
| 1920 | Masken                                   |                              |                                           |
| 1920 | Die Söhne des Grafen Dossy               |                              |                                           |
| 1920 | Die Stimme                               |                              |                                           |
| 1920 | Die Duplizität der Ereignisse            |                              |                                           |
| 1921 | Die Kleine Dagmar                        |                              |                                           |
| 1921 | Frauenarzt, Der                          | Dr. Wolfgang Holländer       |                                           |
| 1921 | Brennendes Land                          |                              |                                           |
| 1921 | Die Nächte des Cornelis Brouwer          | Cornelis Brouwer             |                                           |
| 1922 | Lucrezia Borgia                          | Papst Alexander VI           |                                           |
| 1922 | Frauenopfer                              | Graf                         |                                           |
| 1922 | Das Weib des Pharao                      | Sothis                       |                                           |
| 1923 | Alt Heidelberg                           |                              |                                           |
| 1923 | Christoph Columbus                       | Columbus                     |                                           |
| 1923 | Erdgeist                                 | Dr. Schoen                   |                                           |
| 1923 | Der Mann mit der eisernen Maske          |                              |                                           |
| 1924 | Helena                                   | Aisakos                      |                                           |
| 1925 | Briefe, die ihn nicht erreichten         |                              |                                           |
| 1925 | Der Herr Generaldirektor                 |                              |                                           |
| 1926 | Wenn das Herz der Jugend spricht         |                              |                                           |
| 1926 | Die Mühle von Sanssouci                  | Adjudant Buddenbrock         |                                           |
| 1929 | Napoleon auf St. Helena                  | Gobernador Hudson Lowe       |                                           |
| 1929 | Fräulein Else                            | Dr. Alfred Thalhof           |                                           |
| 1930 | Dreyfus                                  | Coronel Picquart             |                                           |
| 1930 | Alraune                                  | Privy Councillor ten Brinken |                                           |
| 1931 | Voruntersuchung                          | Dr. Konrad Bienert           |                                           |
| 1931 | 1914, die letzten Tage vor dem Weltbrand | Count Hollweg                |                                           |
| 1931 | Gefahren der Liebe                       | Dr. Ringius                  |                                           |
| 1931 | Kadetten                                 |                              |                                           |
| 1931 | Zum goldenen Anker                       | Piquoiseau                   |                                           |
| 1933 | Ein Gewisser Herr Gran                   | Tschernikoff, Kunsthändler   |                                           |
| 1935 | Letzte Liebe                             |                              |                                           |
| 1939 | Le Héros de la Marne                     | Cor. von Gelow               |                                           |
| 1940 | Moon Over Burma                          | Basil Renner                 |                                           |
| 1940 | Escape                                   | Dr. Arthur Henning           |                                           |
| 1940 | A Dispatch from Reuter's                 | Franz Geller                 |                                           |
| 1940 | Knute Rockne, All American               | Padre Julius Nieuwland       |                                           |
| 1940 | Foreign Correspondent                    | Van Meer                     | nominado: Oscar al mejor actor de reparto |
| 1940 | Dr. Ehrlich's Magic Bullet               | Dr. Robert Koch              |                                           |
| 1941 | The Shanghai Gesture                     | Van Elst                     |                                           |
| 1941 | New Wine                                 | Ludwig van Beethoven         |                                           |
| 1941 | A Woman's Face                           | Cónsul Magnus Barring        |                                           |
| 1942 | Reunion in France                        | General Hugo Schroeder       |                                           |
| 1942 | Once Upon a Honeymoon                    | Gen. Borelski                |                                           |
| 1942 | The Moon and Sixpence                    | Dr. Coutras                  |                                           |
| 1942 | Desperate Journey                        | Dr. Ludwig Mather            |                                           |
| 1942 | Invisible Agent                          | Arnold Schmidt               |                                           |
| 1942 | Fly-by-Night                             | Dr. Storm                    |                                           |
| 1943 | Madame Curie                             | Prof. Jean Perot             |                                           |
| 1943 | Good Luck, Mr. Yates                     | Dr. Carl Hesser              |                                           |
| 1944 | Since You Went Away                      | Dr. Sigmund Gottlieb Golden  |                                           |
| 1945 | Strange Holiday                          |                              |                                           |
| 1945 | Rhapsody in Blue                         | Prof. Franck                 |                                           |
| 1945 | I Was a Criminal                         | Wilhelm Voight, un zapatero  |                                           |
| 1946 | The Searching Wind                       | Conde von Stammer            |                                           |
| 1947 | Escape Me Never                          | Prof. Heinrich               |                                           |
| 1947 | The Private Affairs of Bel Ami           | Jacques Rival                |                                           |
| 1948 | Las zapatillas rojas                     | Sergei Ratov                 |                                           |

## Premios y distinciones
Premios Óscar
| Año  | Categoría              | Película              | Resultado |
| ---- | ---------------------- | --------------------- | --------- |
| 1941 | Mejor actor de reparto | Foreign Correspondent | Nominado  |